# Тіло і душа
 «Тіло і душа» (угор. Testről és lélekről) — угорський фільм-драма 2017 року, поставлений режисеркою Ільдіко Еньєді. Прем'єра стрічки відбулася 10 лютого 2017 року на 67-му Берлінському міжнародному кінофестивалі, де вона брала участь в основній конкурсній програмі та здобула головний приз фестивалю — Золотий ведмідь. В український прокат фільм вийшов 21 серпня 2017 року.

## Сюжет
Марія, аутична дівчина, яка погано розпізнає і виражає емоції та важко переносить фізичні контакти з іншими людьми, влаштовується на роботу інспектором з якості на бійню. Вона сторониться колег і чітко слідує інструкції, через що її поведінка стає предметом обговорення і жартів колег. І тільки фінансовий директор підприємства Ендре, самотній немолодий чоловік з паралізованою рукою, з першого погляду бачить у дівчині свою єдину. Одного разу на підприємстві стається кримінальний інцидент. До розслідування підключається психолог, яка виявляє, що Марії і Ендре сняться однакові сни, в яких вони — оленяча пара, що живе в гармонії. Там, де закінчуються сновидіння, зав'язуються реальні стосунки, які обом з різних причин даються важко: він давно зневірився ще раз закохатися, вона ж не знає — яке це, і тому, а також через особливості характеру, підходить до справи з граничною серйозністю, дуже комічною.

## У ролях
| Александра Борбей | … | Марія               |
| Геза Моршані      | … | Ендре               |
| Золтан Шнейдер    | … | Єно                 |
| Ервін Най         | … | Шандор              |
| Італа Бекеш       | … | Жока, прибиральниця |
| Ева Бата          | … | жінка Єно           |
| Пал Мачаї         | … | детектив            |
| Жужа Яро          | … | Жужа                |

## Знімальна група
- Автор сценарію — Ільдіко Еньєді
- Режисер-постановник — Ільдіко Еньєді
- Продюсери — Ерньо Мештерхазі, Андраш Мухі, Моніка Меч
- Виконавчий продюсер — Андраш Мухі
- Композитор — Адам Балаж
- Оператор — Мате Хербаї
- Монтаж — Карой Салаї
- Підбір акторів — Ірма Ашер, Жофія Мугі
- Художник-постановник — Імола Лань
- Художник з костюмів — Юдіт Шінковіч

## Нагороди та номінації
| Список нагород та номінацій           | Список нагород та номінацій | Список нагород та номінацій         | Список нагород та номінацій | Список нагород та номінацій | Список нагород та номінацій |
| Кінопремія                            | Дата церемонії              | Категорія                           | Номінант(и)                 | Результат                   | Дж                          |
| ------------------------------------- | --------------------------- | ----------------------------------- | --------------------------- | --------------------------- | --------------------------- |
| Берлінський міжнародний кінофестиваль | 18 лютого 2017              | Золотий ведмідь                     | Тіло і душа                 | Перемога                    | [ 6 ] [ 4 ]                 |
| Берлінський міжнародний кінофестиваль | 18 лютого 2017              | Приз ФІПРЕССІ                       | Тіло і душа                 | Перемога                    | [ 7 ]                       |
| Берлінський міжнародний кінофестиваль | 18 лютого 2017              | Приз екуменічного журі              | Тіло і душа                 | Перемога                    | [ 7 ]                       |
| Європейський кіноприз                 | 9 грудня 2017               | Найкращий фільм                     | Тіло і душа                 | Номінація                   | [ 8 ]                       |
| Європейський кіноприз                 | 9 грудня 2017               | Найкращий режисер                   | Ільдіко Еньєді              | Номінація                   | [ 8 ]                       |
| Європейський кіноприз                 | 9 грудня 2017               | Найкраща акторка                    | Александра Борбей           | Перемога                    | [ 9 ]                       |
| Європейський кіноприз                 | 9 грудня 2017               | Найкращий сценарист                 | Ільдіко Еньєді              | Номінація                   | [ 8 ]                       |
| Кінофестиваль Camerimage              | 2017                        | Золота жабка найкращому операторові | Мате Хербаї                 | Перемога                    | [ 10 ]                      |
| Премія «Оскар»                        | 4 березня 2018              | Найкращий фільм іноземною мовою     | Тіло і душа                 | Номінація                   | [ 11 ]                      |